# جفرسون ویل (جورجیا)
جفرسون ویل، جورجیا (به انگلیسی: Jeffersonville, Georgia) یک شهر در ایالات متحده آمریکا با جمعیت ۱٬۲۰۹ نفر است که در جورجیا واقع شده‌است.

## موقعیت جغرافیایی
موقعیت جغرافیایی شهرها و مناطق اطراف به شرح زیر است: